# Нижний Куранах
Ни́жний Курана́х — посёлок  в Алданском районе Республики Саха (Якутия) России. Расположен на берегу р. Большой Куранах (бассейн р. Алдана) Население 5.154 жителей (2022 год).
Расстояние до административного центра 26 км.
Посёлок выполняет функции горнодобывающего центра АО «Полюс Алдан» (входит в «Полюс»). Население занято непосредственно в основном производстве и во вспомогательно-производственных службах горно-обогатительного комбината. Через посёлок проходит Амуро-Якутская автомагистраль. Имеется Дом Культуры, гимназия, средняя общеобразовательная, коррекционная и музыкальная школы, три детских сада, спортивный комплекс, учреждения здравоохранения, торговли и бытового обслуживания.
В подчинении администрации поселка находятся сельские населенные пункты Верхний Куранах (на расстоянии 8 км) и Якокит (30 км)

## История
Основан в 1947. История посёлка начинается с открытия золотой россыпи на речке Большой Куранах и организацией прииска, вошедшего в состав Куранахского горно-обогатительного комбината в 1965 году.
Вторым рождением Алданского золотопромышленного района называют открытие в начале 1950-х годов Куранахского рудного поля. В начале 1960-х годов начинается строительство Куранахской фабрики, вступившей в строй в 1966 году. Сегодня посёлок Нижний Куранах является центром золотодобывающей промышленности на Алдане.

## Происхождение названия
«Куранах» — с якутского «сухой ключ».

## Население
| 1959  | 1970  | 1979  | 1989  | 2002  | 2009  | 2010  |
| ----- | ----- | ----- | ----- | ----- | ----- | ----- |
| 4915  | ↗6402 | ↘6274 | ↗8190 | ↘7027 | ↘6517 | ↘5901 |
| 2011  | 2012  | 2013  | 2014  | 2015  | 2016  | 2017  |
| ↘5893 | ↘5870 | ↘5823 | ↘5700 | ↘5641 | ↘5459 | ↘5329 |
| 2018  | 2019  | 2020  | 2021  | 2023  |       |       |
| ↘5251 | ↘5154 | ↗5193 | ↗5518 | ↘5418 |       |       |